# Municipio de Burk
El municipio de Burk (en inglés: Burk Township) es un municipio ubicado en el condado de Minnehaha en el estado estadounidense de Dakota del Sur. En el año 2010 tenía una población de 383 habitantes y una densidad poblacional de 4,11 personas por km².

## Geografía
El municipio de Burk se encuentra ubicado en las coordenadas 43°48′23″N 96°49′47″O / 43.80639, -96.82972. Según la Oficina del Censo de los Estados Unidos, el municipio tiene una superficie total de 93.19 km², de la cual 93,16 km² corresponden a tierra firme y (0,03 %) 0,03 km² es agua.

## Demografía
Según el censo de 2010, había 383 personas residiendo en el municipio de Burk. La densidad de población era de 4,11 hab./km². De los 383 habitantes, el municipio de Burk estaba compuesto por el 100 % blancos. Del total de la población el 0 % eran hispanos o latinos de cualquier raza.